# 古代戦士ハニワット
『古代戦士ハニワット』（こだいせんしハニワット、英：Ancient Warrior HANIWATT）は、武富健治による日本の漫画作品。『漫画アクション』（双葉社）にて、2018年14号から連載中。突如出現した土偶に類似する破壊者「ドグーン」に戦いを挑む戦士「ハニワット」を描く。

## 概要

### 連載開始まで
本作はヒーローに憧れた武富が、少年時代から構想を温めてきた作品である。土偶や『日本書紀』などをテーマに取り入れた「伝奇ヒーローもの」で、設定を説明せず、謎が「一つ一つが明かされていく過程そのものがストーリー」として描かれている。
武富が小学生のころ、テレビで観た映画『大魔神』に刺激を受け「かなり大きいサイズ」のハニワットが登場する漫画を執筆。中学時代には「仮面ライダーのような人間と同じサイズ」の内容に描き直している。同作品は『『古代戦士ハニワット』中二版』として、『webアクション』（双葉社）にて限定公開された。大学生の時、本作の土台となる第1話を執筆。他社に持ち込むも掲載には至らなかったため、本作を寝かせておくことにした。
『鈴木先生』が連載されていた2010年、担当編集者と次回作のアイデアを話し合っていた武富は、「どうせ選ばないだろうけど、（作品の）数を多く出したい」と考えて提出した本作が通ってしまったという。「プロとして大真面目に描いてみよう」と、子どものころ描いていた本作の企画が始動。連載開始前となる2011年10月7日から2012年1月29日開催の「武富健治の世界展『古代戦士ハニワット』から『鈴木先生』まで」では、展示会の名称に用いられている。『鈴木先生』が終盤のころで心に余裕のなかった武富は、原作つきの作品で作画担当を希望。結果として本作の執筆に着手できない武富はプレッシャーを感じていた。他社の仕事を終え、いよいよ本作と向き合う段階となるも、『火花』（又吉直樹著）のコミカライズ依頼が又吉から直接寄せられる。断れないと考えた武富は、双葉社に「土下座に近い形で謝ってお願い」し、連載開始延期の承諾を得た。企画の立ち上げから8年を要した2018年に、ようやく連載が実現する。

### 連載開始
2018年7月3日発売の『漫画アクション』14号より連載を開始。「連載が始まるまでのプレッシャーが大きかった」という武富は、連載開始にあたり「肩の荷が降りた」と感じたという。『鈴木先生』が「ヒットしたけど実は売れてないマンガ」と雑誌で指摘された過去があり、部数がコンプレックスになっていたという。このことから「マンガ好きの人も、マンガをあまり読まない人もかっさらっていく」と誓い、本作では部数を出したいと考えていた。
第1巻から第4巻までは、初代『ウルトラマン』の「第1話に登場する宇宙怪獣ベムラーとの戦いを映画1本分の間合いで演出する」というコンセプトで執筆された。そのため、物語の展開スピードは遅いが、渾身の筆致で丁寧に描かれている。
「特撮寄りのマンガ」は「そういう世界感が好きな人には受ける」が、「そうでない人は遠ざかっていくような閉じた感じ」と考えていた武富は苦労して執筆するが、打ち切りの可能性が浮上する。

### 打ち切りの発表以降
単行本第1巻・第2巻が全く売れず、武富は危機感を抱いていた。武富によると通常は2巻までに売れなければ第4巻で完結させるのだという。一度はそれを回避できたものの打ち切りを懸念するなか、単行本第5巻からの第2部を書き終えられるだろうと楽観視していたときに「第9巻で連載終了」と告げられる。当初の予定より構想が膨らみ、第2部を第10巻で終わらせるつもりだった武富は「内容を詰めて描かないといけなくなったことがつらかった」という。連載続行を願いつつ、第9巻に収まるようアクションシーンを削るほかストーリー構成を苦労して制作。
2021年5月25日、自身のTwitterにて打ち切りの旨を発表。岡田斗司夫がYouTubeチャンネルで本作を紹介し、読者からの声援など反響を得る。武富によると最も大きな影響は、同年6月に紀伊國屋書店新宿本店で開催された本作のフェア「ドグーン祭り」であったといい、フェアでの「熱量の高い店頭装飾」が話題となった。連載続行の気運を高めるべく、同年10月1日から31日まで、東京都のマンガナイトBOOKSにて「連載続行を祈念する原画展」を開催。その後、書店での売上増加および品切れによって全巻重版となる。同年11月2日、構想予定だった尺で第2部を執筆し、第3部が『漫画アクション』誌上で連載決定と、打ち切りが撤回された。
2022年1月8日、単行本第8巻発売を記念して、前述の復活劇や物語について語るオンライントークイベントが開催された。
2023年5月、萩原佐代子主演による第1部・長野善光寺編の朗読劇を開催。武富も出演し、会場では原画が展示された。
2024年6月より『webアクション』にて連載予定だった第3章「流浪回想編」が、2024年6月18日発売の『漫画アクション』13号にて連載開始。同日、ハニワットのスーツおよび実写PV制作を目標とした、「ハニワットプロジェクト Phase1」と称するクラウドファンディングが始動。

## あらすじ
第1部 長野善光寺編（1 - 4巻）
長野県長野善光寺市に「仮面の女神」に似た巨大な土偶型の怪物「蚩尤」（三角頭）が出現し、市内を移動しつつ破壊と殺戮を繰り返す。そんな中、密かに対策を進めていた戸隠神宮の特殊祭祀チームが蚩尤収めに向かう。仮具土の埴輪徒である仁は、儀式を行って「埴輪土」に己の魂を憑し、蚩尤と対峙するが、敗北を喫してしまう。この事態に、ヤヨイ・オグナは出雲の美保から真具土の埴輪徒・久那土凛を呼び寄せ、凜は激闘の末に蚩尤を収める。だが、真具土による蚩尤収めでは魂は霧散せず、北東と南東へと飛び去る。
第2部 妙義横川&庄内飛鳥島編（5 - 10巻）
長野善光寺市から蚩尤の魂の飛び去った南東にあたる、群馬県妙義横川市に「縄文のビーナス」そっくりな蚩尤（鉢かぶり）が、同じく北東にあたる山形県の飛鳥島に「縄文の女神」に似た蚩尤（猫鳴き）が出現、さらに鳥海岳の噴火とともに猫鳴きと対となる新たな蚩尤（鳶哭き）が現れる。急遽、引退していた榛名大社の御曹司・矢立卓留が埴輪徒として鉢かぶりに挑むが、霊的接続の不安定さをつかれて敗北、即死する。この事態に再び凜が蚩尤収めをすることになり、山形の二体の蚩尤収めは、羽黒岳蜂子三山神社の第一埴輪徒・三沢佑樹と第二埴輪徒・川辺清高が担うことになった。結果、いずれの蚩尤収めも成功し、鉢かぶりの魂は山梨・静岡方面に飛び去る。
しかしその直後、旧出羽三山が噴火し、後世、長野善光寺に蚩尤が出現してからこの時までは「ホデリの十日間」と呼ばれる。これ以後、日本各地に蚩尤が現れ災厄をもたらすことになったからだ。そして凜は、真具土が長く同じ地に滞在してはならない、というヤヨイ・オグナの言葉に従い、主巫女・御衣乃柔里をはじめ、戸隠神宮で知り合った仲間たちと流浪の旅に出る。　
第3部 流浪回想編（11 - 巻）
甲府富司川の章
鉢かぶりの魂が飛び去った山梨県に、豪雨を伴う蚩尤が出現。静岡浅間神宮の第二埴輪徒・咲谷真希緒が蚩尤収めに挑む。だが咲谷家には悲劇的な因縁が付きまとっていた。

## 登場人物

### 主要人物
久那土凛（くなとりん）
美保の真具土の埴輪徒であり、ヤヨイ・オグナの後継者。
美保神宮で過ごしていたが、善光寺での蚩尤収めのために戸隠に招聘される。
かつては日向凛（ひゅうがりん）という名で東日本古代史研究会の宮崎合宿に参加しており、コトとも面識がある。当時19歳。
その後、神と名前を交換して生まれ変わり、美保の真具土の埴輪徒「久那土凛」となった。
元の肉体はある場所に残され、巫女に守られているという。
御衣乃柔里（みそのゆり）
美努内の巫女。信州学院大学の2年生で特殊祭祀専攻、コトの友人。
巫女としての素質は戸隠の中でも高いとされる。
仁は義兄だが、母親同士がいとこなので血縁上は『はとこ』にあたる。
運命的に凛と出会い、主巫女に抜擢される。
弥生縄（やよいじょう）
ヤヨイ・オグナとも呼ばれる。親しい人からは「ジョー」とも。
戦前から目撃され続けている不老不死の美青年。4代目オグナ。
玉池コト（たまいけコト）
小柄だが史学部古代史専攻2年で、ユリは同学年の友人。古代史オタク。
4年前、宮崎県の高千穂でドグーンを目撃している。
過去に凛やオグナとも面識があり、蚩尤収めに同行する。

### 埴輪徒・巫女
仁（じん）
布留の埴輪土の埴輪徒で、剣技型を得意とする。
ユリは義妹。発達障害があり周囲と折り合いが悪かったが、埴輪徒の稽古で相性の良さを見せ、御衣乃家に引き取られる。
善光寺での蚩尤収めで重傷を負い、一命はとりとめたものの下半身を失う。
クマリ
仁の主巫女。
由加（ゆか）
善光寺での蚩尤収めに巫女として参加していたが、ドグーンの攻撃のあおりを受け死亡する。
正春（まさはる）
布留の埴輪土の埴輪徒。18歳。光撃型を得意とする反面、剣技は苦手。本人は性に合わないと嘯いていたが、近接戦を受け入れられない恐怖心があった。仁が敗れたとはいえ二番手の自分を差し置いて蚩尤を収めた凛に対して鬱屈した感情を隠すことなく現す。
布留の埴輪土の修理のため出羽へ同行。現地で飛鳥島から最神川に漸進した蚩尤を収めるため、沙伽の埴輪土に載る一の駒に抜擢される。だが、相手が光撃ではなく剣技を選んだことに恐怖し、戦意を喪失した。正春自身にとっても大きな挫折だったが、呉葉に激励されて捲土重来を望む。
小滝エリ（こたきえり）
正春の幼馴染であり主巫女。正春の子供のような面に難儀しながらも付き合っている。出羽の一件で正春との埴輪徒と主巫女という関係が精算されるが、凛や柔里の旅に同行することとなる。
矢立卓留（やだてすぐる）
矢立峻作の一人息子であり、「榛名大社の御曹司」「若」「ぼっちゃん」とも呼ばれる。
若く見えるが来年で40歳になる。埴輪徒としての適齢期は過ぎており後任の育成をしていたが、太占により榛名大社が魂鎮めの役を受けることになり急遽復帰する。
万能型の埴輪徒。得意技は真球型の光玉で、光撃技の極意である光球を曲げることもできる。しかし、加齢により埴輪土との霊的接続が不安定になっている。
黒滝での蚩尤収め中に念波が途切れたタイミングで埴輪土の腹部に光撃の直撃を受け、死亡する。
志麻（しま）
榛名の巫女。卓留とは幼馴染で同時期に引退していたが復帰。
由紀（ゆき）
榛名の巫女。幼少期から卓留と面識があり、稽古の相手をしてもらっていた。
愛梨（あいり）
榛名の巫女。卓留の親友の娘。
三沢佑樹（みさわゆうき）
沙伽の埴輪土の埴輪徒。正春は「みさわっち」と呼ぶ。出羽でも「百年に一人の才」と謳われているが、実際に期待されていたのは埴輪徒になるのを反対した母親に連れられて里を出た従兄の勇人（はやと）だったと知って以来、自身を喪失していた。
川辺清高（かわべきよたか）
沙伽の埴輪土の埴輪徒。正春は「かーべ」と呼ぶ。飛鳥島の出身。同時に出現した蚩尤を収めるため、龍顔寺から出土した戦車と繋いだ布留の埴輪土で戦う。
よしえ
出羽の巫女で、近々川辺と目交志などを控える。正春は「よっちゃん」と呼ぶ。
モモ
三沢の主巫女。正春は「ももちゃん」と呼ぶ。
呉羽（くれは）
出羽の巫女。実家は鳥海岳の龍顔寺。巫女とは思えぬギャルメイクだが、霊力は高い。
正春を「ハル」と呼び気に入っており、最神川での蚩尤収めでは正春の主巫女となった。戦意喪失した正春を激励し、正式な主巫女となる。
秋良春（あきらしゅん）
諏訪大神社第一埴輪徒。恰幅の良い青年。新たな総宮司の許で神仏習合時代の蚩尤収めの再現・復活に取り組んでいる。
菱木太郎（ひしぎたろう）
諏訪大神社第二埴輪徒。神仏習合時代の蚩尤収めの再現・復活のため、春とともに2人がかりでの埴輪土制御に挑んでいる。
鵜飼麗治（うかいれいじ）
熱田大社第一埴輪徒。一見すると女性と見まがう容姿の少年。長野での蚩尤発生と共に社内の宝剣が熱を発し、埴輪土が勝手に動き始めるという異変が発生。原因を究明中。
咲谷真希緒（さくやまきお）
静岡浅間神宮第二埴輪徒。一見すると女性と見まがう容姿の少年。咲谷家では比較的良く出る容姿。
訓練中の事故で重傷を負う。その事故とは第一埴輪徒であった義兄・烈治との模擬戦で不二の埴輪土が暴走。烈治を殺害した上、訓練相手をしていた真希緒も負傷した。
咲谷烈治（さくやれつじ）
静岡浅間神宮第一埴輪徒。全体的に厳つく不格好な容姿だが、これも咲谷家には時折現れるもの。ドグーン出現に際して埴輪土の本稽古を行った際に暴走した埴輪土に頭を割られて死亡する。
真希緒と義理の兄弟だが、実は従兄弟同士。実母・頼花は物心つく前に自殺しており、父・正昭に似ていない容姿ゆえ周囲からも腫れもの扱いされていた。物心付いたころに現れて継母・沼絵を犯した男（真希緒の実父である伯父の只昭）が自身にそっくりだったことにもショックを受けていた。父の正昭に似た容姿を持つ真希緒に対してコンプレックスを感じていた。
葛花（くずか）
浅間の巫女。真希緒の阿知女であり、許婚。烈治の死と自身の霊力不足から阿知女だけでなく巫女としても引退する。父から咲谷家に生まれる男子の特徴を伝えられ、真希緒の子を産むことを宣言した。
楓（かえで）
浅間の巫女。烈治の阿知女であり許婚であったが、その死によって真希緒の阿知女となる。彼女自身は烈治のことも決して嫌ってはいなかった。

### 寺社関係者
御衣乃陣九郎（みそのじんくろう）
戸隠神宮の権宮司であり、信州学院大学の学長でもある。ユリの父。
若い頃は百年に一度の立派な埴輪徒だったとのことだが、現役時代には蚩尤との戦いがなかっため実力は不明。
今野（こんの）
戸隠神宮の権宮司の下で働く。権宮司が祭祀長として現場に出た際は神宮での指揮代理も務める。
小林（こばやし）
戸隠神宮の権禰宜。善光寺での蚩尤収めでは祭祀長として現場指揮を執るが、ドグーンの攻撃により死亡する。
神原正雄（かんばらまさお）
寺社会議九人委員会メンバーの一人。総務省の職員という身分もある。
ドグーンに関するエキスパートであり、ドグーン出現の現場に顔を出しては分析や助言をする。
水谷耕哉（みずたにこうや）
埴輪土のメンテナンス師。蚩尤収めで大破した布留の埴輪土の修理を担当する。
戸籍上は妻であるカナが水谷姓になっているが、実質的には彼が入り婿という立場である。
カナ
ユリの姉で耕哉の妻。ユリの実家の向かいに住んでおり、三人の子がいる。
巫女の修行は受けたもののユリの方が才能があるとわかり、戸隠の女の役割として家系の維持にまわることになった。
小滝修二（こたきしゅうじ）
妙義岳神社宮司で、エリやマユの父。
加治木亀雄（かじきかめお）
諏訪大神社四社代表総宮司代理。
矢立峻作（やだてしゅんさく）
榛名大社大宮司。
川辺（かわべ）
飛鳥島の神職。清高の祖父。
龍顔寺住職
呉葉の父親。鳥海岳の噴火によって境内の一部が崩落したことで発見された埴輪土用のパーツ・武器を提供する。
一族に伝わる古文書「蚩尤日本紀」を伝承しており、古語のまま写し伝えることで意味が失われることを怖れて時代に合わせた読み解きやすい文章への翻訳・改訂を行っていたが、それゆえに寺社委員会に認められず偽書扱いされていた。
呉秋（ごしゅう）
呉葉の兄。霊感に優れ、霊夢を見る。修行中であるが真っ直ぐな青年で、意固地になる父親に諫言することもあり、蚩尤収めにも参加した。
咲谷正昭（さくやまさあき）
静岡浅間神宮家当主で烈治の父親。自身に似ていない息子と生き写しの甥という複雑な家庭に悩んでいる。後述の事件が起きた時期には山に籠る潔斎神事の最中で留守だった。
咲谷頼花（さくやよりか）
烈治の実母。元々は只昭の許婚だったが、放逐された結果繰り上がりで当主を継いだ正昭と結婚。烈治を産むも、自殺した。
咲谷沼絵（さくやぬまえ）
真希緒の実母。不二阿蘇宮神宮家の長女。太占の託宣もあって静岡浅間神宮家に後添いとして嫁ぐ。継母として烈治にも愛情を注いでいたが、突如現れた只昭に犯され真希緒を身籠る。八面山で修業する尼僧たちに加わり真希緒を育てた。
咲谷只昭（さくやただあき）
正昭の兄であり真希緒の実父。本来は長男であり神宮家を継ぐ立場だったが、人格破綻者であり、勘当されたため次男であった正昭が当主を継いだ。その後本当に罪を犯して刑務所に収監されたが出所すると家に舞い戻り、家にいた正昭の後妻・沼絵を犯して逃げ回った挙句転落死した。

### その他の人物
玉池クス（たまいけクス）
玉池コトの姉。高千穂の学生遭難事故で死亡した。
アキ
卓留の恋人。
吾郷（あごう）
妙義横川市役所のレクリエーション観光事業課に勤める山岳ガイド。
いつも非常に疲れた顔をしており、妻に逃げられ子供と生活している。
千世（ちせ）
吾郷の娘。妙義岳神社の巫女舞い教室に通っている。
元也（もとや）
吾郷の息子。
繭（まゆ）
エリの妹。巫女の訓練を受けている。
片野（かたの）
元山岳ガイドであり、吾郷の前任者。妙義岳を知り尽くしている。
異臭騒ぎの原因（第2のドグーン）を発見してスケッチを描いてきた。
マスクなしで異臭に耐えていたが、調査時にドグーンの煙幕の直撃を受けたときは耐えられず卒倒。
松尾ユリカ（まつおユリカ）
酒田築港で撮影をしていたカメラ女子。
ドグーンに遭遇してフィルムカメラで撮影するも、ドグーンにより倒壊した風車に潰されて死亡する。
井中門丁（いなかもんちょう）
あることないことを発信しているユーチューバーで、彼のチャンネルはオカルトファンに大人気となっている。
詮索好きで怪しげな情報も発信しているが、人柄は誠実であり立場は弁えている。
コトが青森から長野に戻る時に同行し、そのまま取材を頼み込んで蚩尤収めに同行する。

## ハニワット
作中では埴輪土（はにわど）と呼ばれる、土でできた埴輪のような姿をした戦闘俑。仮具土（かぐつち）タイプと真具土（まぐつち）タイプがある。
仮具土タイプは、埴輪徒の魂を埴輪土を依り憑とすること（作中では「載せる」と表現）で埴輪土を操る。埴輪徒と埴輪土はシンクロしており、埴輪土が受けたダメージは埴輪徒にも反映されてしまう。埴輪徒と埴輪土のシンクロは一定の年齢を過ぎると低下して行く。そのため、蚩尤の発生とは関係なく後進の埴輪徒を育成する必要がある。
真具土タイプは、依り代としての埴輪土は必要とせず埴輪徒が自ら兵装体に化身する。仮具土の埴輪徒は人間であるが、真具土の埴輪徒は埴輪徒自身が埴輪土であり人間の姿の方が擬態と言える。
各地の神社に伝わる埴輪土
- 布留の埴輪土（戸隠神宮）『ハニワット・フル』
- 多胡甘楽の埴輪土（榛名大社）『ハニワット・カンラ＝タゴ』
- 沙伽の埴輪土（蜂子三山神社）
- 守矢の埴輪土（諏訪大神社）
- 不二の埴輪土（静岡浅間神宮）

## ドグーン
土偶のような姿をした謎の怪物。関係者の間では蚩尤（しゆう）と呼ばれるが、一般にはドグーンという呼び方が広まっている。出現してからはどこかに向かって漸進するが、刺激を与えると反撃することがある。電磁波のようなものを発しており、デジタル機器では至近距離からの撮影ができない。目視やフィルムによる撮影には影響はない。
第1のドグーン
長野県善光寺に出現。通称「三角頭」。
『仮面の女神』のような姿をしている。攻撃形態になると手足が伸びるなど変形する。
格闘技のような攻撃のほか、手などから光撃を発して攻撃する。
第2のドグーン
群馬県妙義岳に出現。通称「鉢かぶり」。
『縄文のビーナス』のような姿をしている。戦闘形態になると頭の上の鉢が前にずり落ちて顔面を覆う形になる。
強烈な悪臭を放つ。
第3のドグーン
山形県飛鳥島に出現。通称「猫鳴き」。
『縄文の女神』のような姿をしている。島民曰く「島神さま」。
猫のような声を上げ、その影響か周囲の猫や人間が発情する（発情しない人もいる）。
足の部分は大きく伸び縮みし、泳ぐこともできる。
第4のドグーン
山形県鳥海岳に出現。通称「鳶哭き」。
鳶のような声を発する。猫鳴きとは番いの関係で、噴火と共に姿を現した。
戦闘形態に変容すると四足が生え、得物として斧を使用する。
第5のドグーン
山梨県荒神岳に出現。
上空に発生した黒雲と共に、激しい豪雨を伴いながら富司川に進出する。甲府穴切神宮に伝わる伝承によれば、二千年前にも同様の蚩尤が現れた。その目的は甲府盆地を完全に水没させ、人が住む以前の「国母の大内海」を復活させることだと推測されている。

## 用語
蚩尤収め（しゆうおさめ）
ドグーンを魂鎮め（たましずめ）する儀式のこと。特殊祭祀、特殊神事などとも呼ばれる。戦いによりドグーンの身の汁を天に放出させることで収めることができる。収め終えるとドグーンの魂（たま）が飛び去り、ドグーンの周りには磐垣（いわがき）が立ち、そこに新たに神社を建立して祀ることになる。
巫女の舞、神職による弓や笛や太鼓等の演奏を奉納し、埴輪土の力を高めてドグーンと戦い、丁重に“もてなす”のが目的なのだが、国の声明で「駆除」と発表されたことで、各神宮と市民側との認識の齟齬が危惧されるようになる。埴輪徒や巫女、その他の神職も10代後半から20代と若い世代が中心だが、現代では学校に通う必要もあって修業密度の低下から参加者の年齢下限が上がっている。
真具土タイプの埴輪土で蚩尤収めをすると、ドグーンの恨みは霧散せず荒御魂が別の場所に移るだけになる。場合によっては御魂が分裂して数が増えてしまう。
型
ハニワットやドグーンの攻撃方法による特徴付けのこと。
光撃（こうげき）型は光球等を飛ばして攻撃する。
剣技（けんぎ）型は剣などの得物を使い攻撃する。
相撲技（すめらぎ）型は格闘技のような肉弾戦で攻撃する。
得意とする型は埴輪徒により異なり、ドグーンが望む型を得意としている埴輪徒が出陣する。
主巫女（アチメ）
特殊祭祀で舞う巫女のうち、メインとなる巫女。虬霊の禊（みずちのみそぎ）や目交志の忌み籠り（まぐわしのいみごもり）等の儀式を経て埴輪徒との波長を合わせ霊力を供給するほか、遠方地からの祈りを橋渡しする中継器でもある。埴輪徒と主巫女の関係は婚約にも等しい一面があり、実際に許婚となっているペアも多い。よって一方的な関係解消は双方の家同士でも大問題となる。
戸隠などでは埴輪徒1人につき主巫女も1人だが、榛名では埴輪徒1人につき主巫女が3人いる。榛名には南方系の影響があるとされる。サポート役の巫女は付巫女（フチメ）と呼称される。
睡り（ねぶり）
ドグーンが地の気を吸収する状態。食事と睡眠を兼ねたようなもの。
睡り中のドグーンの肌は半透明に透け、白い粒（霊光、プラーナ）が立ち上るように見える。

## 書誌情報
- 武富健治『古代戦士ハニワット』双葉社〈アクションコミックス〉、既刊11巻（2024年12月26日現在）
  1. 2019年4月26日発売[1][13]、ISBN 978-4-575-85300-1
  2. 2019年5月28日発売[14]、ISBN 978-4-575-85313-1
  3. 2019年10月28日発売[15]、ISBN 978-4-575-85366-7
  4. 2020年2月28日発売[16]、ISBN 978-4-575-85412-1
  5. 2020年9月28日発売[17]、ISBN 978-4-575-85496-1
  6. 2021年1月28日発売[18]、ISBN 978-4-575-85544-9
  7. 2021年8月26日発売[19]、ISBN 978-4-575-85628-6
  8. 2021年12月27日発売[20]、ISBN 978-4-575-85673-6
  9. 2022年6月28日発売[21]、ISBN 978-4-575-85731-3
  10. 2023年1月26日発売[22]、ISBN 978-4-575-85806-8
  11. 2024年12月26日発売[23]、ISBN 978-4-575-86039-9